# Packard Cavalier
Packard Cavalier – samochód amerykańskiej marki Packard produkowany w latach 1953–1954, w ramach 26 i 54 serii aut tej marki. Występował w wersji Touring Sedan (serie 26th i 54th).